# Маевский, Кароль

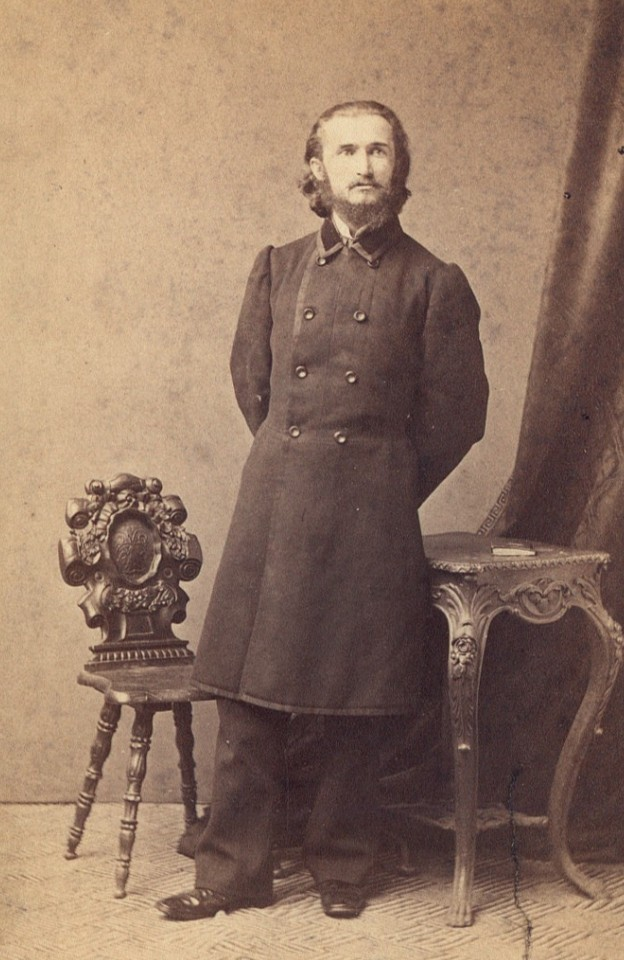
Кароль Маевский

Ка́роль Мае́вский, Карл О́сипович Мае́вский (пол. Karol Konstanty Majewski; 17 марта 1833 — 28 сентября 1897) — один из руководителей польского восстания 1863 года.

## Биография
В 1852 году кончил курс в агрономическом институте в Маримонте под Варшавой со степенью агронома и лесничего; с 1859 года — студент Варшавской медико-хирургической академии, с 1863 года — медицинского факультета Варшавской главной школы. Создатель «академического комитета», сторонник партии «белых».
Во время восстания 1863 года вошел в состав временного национального правительства (жонда народового).
Арестован в марте 1864 года, сослан в Воронежскую губернию, вновь затребован в 1865 году в Варшаву для дачи показаний, затем сослан в Вятскую губернию. В 1867 году Маевскому было разрешено переселиться в Тамбовскую губернию. В 1871 году возвратился на родину.